# 悲しき朝やけ
「悲しき朝やけ」（Dawn (Go Away)）は、フォー・シーズンズが1964年に発表した楽曲。

## 概要
作詞作曲はボブ・ゴーディオとサンディ・リンザー。1963年11月に録音された。ボブ・クルーのプロデュースの下、チャーリー・カレロが編曲を担当した。ヴァースで「彼女の美しさはまるで真夏の朝のよう／人は彼女をドーン（Dawn）と呼ぶ」と歌われる。
レコーディング当時、フォー・シーズンズはヴィージェイ・レコードとの間で印税未払いの問題が発生しており、訴訟にまで発展していた。1964年1月、グループはマーキュリー・レコードの傘下にあったフィリップス・レコードに移籍。同年同月、ヴィージェイで録音した本作品をフィリップス・レコードからシングルとして発表した。B面は「追憶のなぎさ（No Surfin' Today）」。
「悲しき朝やけ」が発売されたのは、「抱きしめたい」が1964年1月25日付のキャッシュボックスで1位を、2月1日付のビルボード・Hot 100で1位を記録し、ブリティッシュ・インヴェイジョンがまさに始まっていたときであった。すぐにヒットするが、ビルボード誌では「抱きしめたい」と「シー・ラヴズ・ユー」に阻まれ、2月29日に記録した3位からのぼりつめることはできなかった。「インヴェイジョン」の名にふさわしく、ビートルズは「ツイスト・アンド・シャウト」「プリーズ・プリーズ・ミー」「キャント・バイ・ミー・ラヴ」の3曲の急上昇により、4月4日、ついに全米上位5曲独占という記録を打ち立てた。
ビートルズをはじめとするイギリスのグループの攻勢はすさまじかったが、フォー・シーズンズは同年7月に「悲しきラグ・ドール」によりビルボード・Hot 100の1位を2週連続で獲得している。